# سازمان سوسیالیست‌های ایران

آرم سازمان سوسیالیست‌های ایران

سازمان سوسیالیست‌های ایران - سوسیالیست‌های طرفدار راه مصدق (با مخفف OIS در خارج از ایران) درتاریخ ۳۰ تیر ۱۳۶۳ (۲۱ ژوئیه ۱۹۸۴ میلادی) در آلمان بنیان‌گذاری شد. آرم سازمان سوسیالیستهای ایران تشکیل شده‌است از نقشه ایران، مزین به پرچم ایران و شعار «آزادی، استقلال، صلح» است.

## پیشینه
افراد تشکیل دهندهٔ این سازمان عده‌ای از فعالین سیاسی منتسب به چپ مستقل، که اکثرأ از اعضاء و فعالان قدیمی جبهه ملی ایران در خارج از کشور بودند. برخی از آن افراد همچنین از فعالین، کوشندگان و کادرهای قدیمی «کنفدراسیون جهانی محصلین و دانشجویان ایرانی-اتحادیه ملی ــ سازمان دانشجوئی دموکراتیک و ضدامپریالیست مخالف رژیم محمد رضاشاه پهلوی ـ بودند، که همگی خود را از طرفداران «راه مصدق» می‌دانستند. تأکید آن سازمان برارزش‌های «راه مصدق»، سبب شده‌است تا آن سازمان وابسته به طیف سوسیالیست ــ سوسیال دموکرات ــ، همچنین خود را بخشی از نیروهای «میلیون»، طیف مصدقی محسوب دارد. اهداف، خواست‌ها، اصول و مبانی فکری آن سازمان که شامل یک مقدمه و ۸ بخش است، مصوبه چهارمین کنگره آن سازمان است، که در تاریخ ۲۹ اسفند ماه ۱۳۷۱ در دفترچه‌ای انتشارخارجی پیدا کرده‌است. سخنگوی رسمی این سازمان دکتر منصور بیات‌زاده است.